# Туман Тумян
Туман Тумян (арм. Թուման Թումյան), также Таргом Туманян (арм. Թորգոմ Թումանյան; 1879, Шуша, Российская империя — 1906) — член Армянского освободительного движения.

## Биография
Туман Тумян родился и получил начальное образование в Шуше; один из его одноклассников был знаменитым революционером Гарегин Нжде. Продолжил образование в Москве. Вернувшись на родину, он начал издавать в Шуше газету «Кокан», посредством которой пропагандировал освободительную идею.
Занимается набором добровольцев в армию Западной Армении. Погиб в бою.
Армянский поэт Аветик Исаакян посвятил Тумяну стихотворение «Vorskan Akhper».